# EKW Bison
Il Bison è un mezzo anfibio tedesco moderno.
Sviluppato come iniziativa privata da una ditta tedesca, somiglia molto ad un normale autocarro, con una struttura molto diversa dalle "barche con le ruote" (come la DUKW) grazie alla presenza di galleggianti sotto il telaio. Deriva da un progetto per un camion da utilizzare nelle zone del terzo mondo. Fu visto in pubblico per la prima volta nel 1982 e successivamente introdotto in ambito militare.